# Dolos (golfbrekerelement)

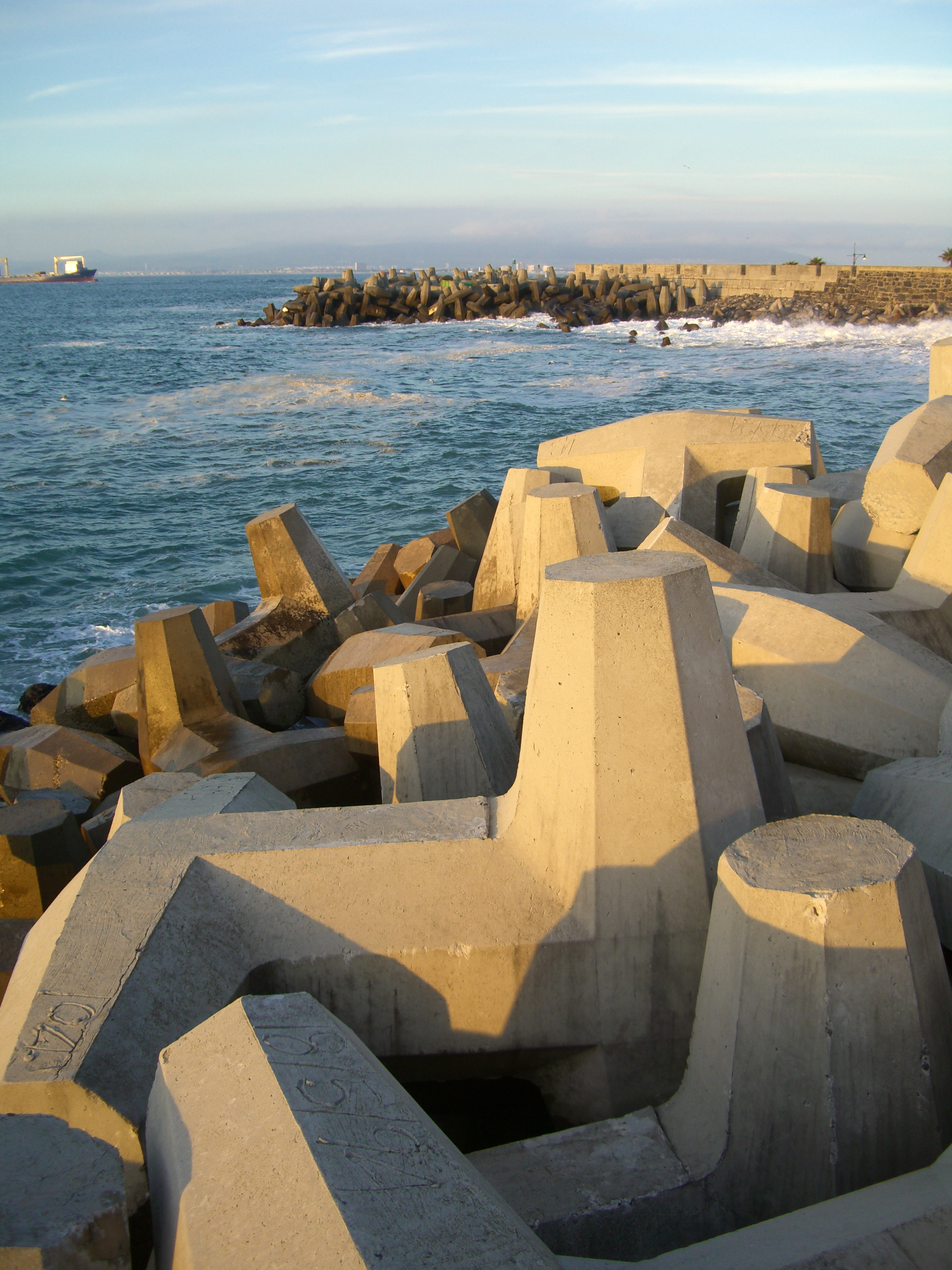
Dolosse in Kaapstad

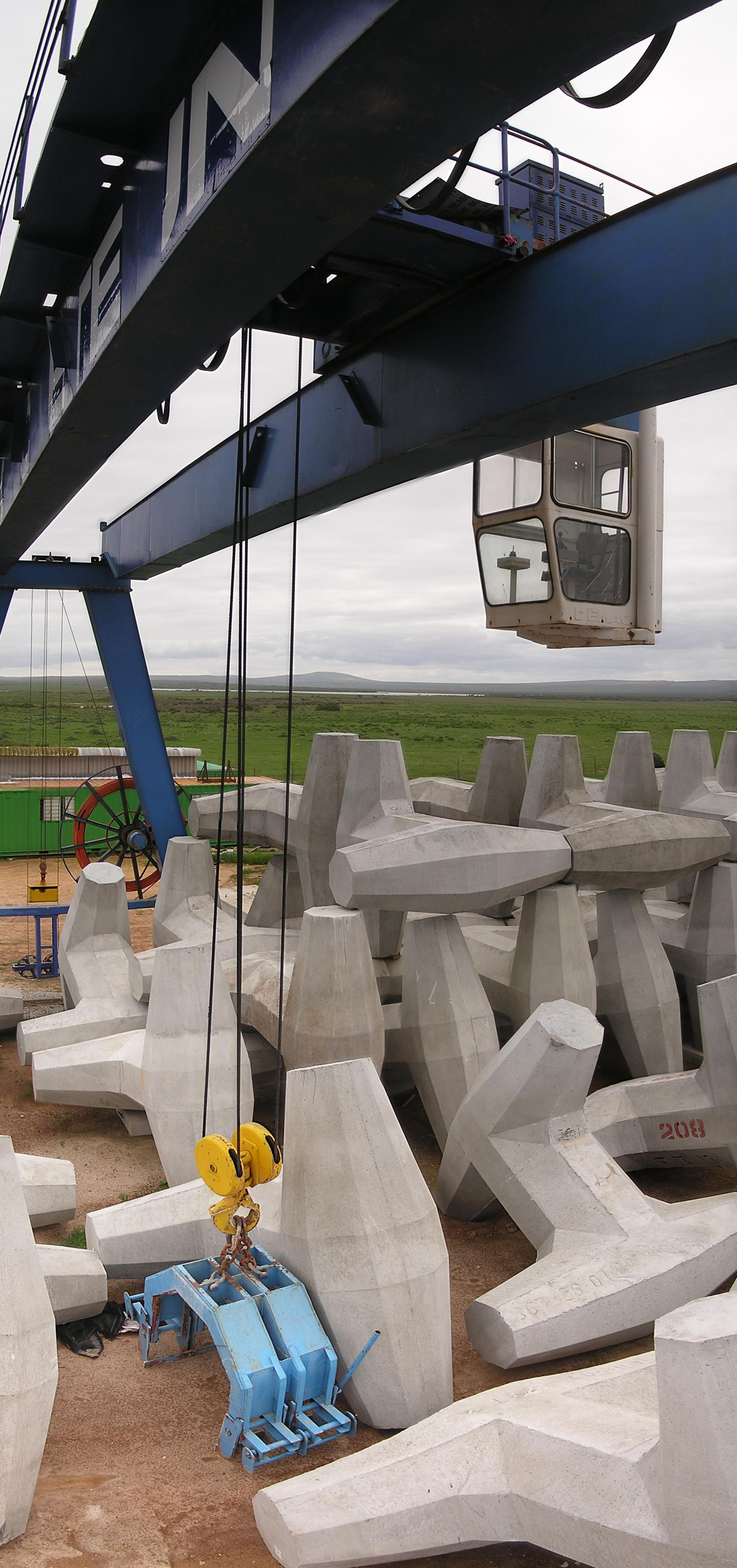
Dolosse in Yzerfontein

Een Dolos is een betonnen golfbrekerelement van het in elkaar hakende type, bedoeld om golfbrekers en oevers te beschermen tegen de effecten van zeer zware golfslag. Het element heeft de vorm van een hoofdletter H waarvan één poot 90° gedraaid is.

## Geschiedenis
De Dolos (meervoud Dolosse) is ontwikkeld in 1963 door Aubrey Kruger, toenmalig tekenaar en Eric Mowbray Merrifield, toenmalig haveningenieur, beide in dienst van de haven van Oos-Londen in Zuid-Afrika. In eerste instantie gingen de credits vooral naar Merrifield, maar later bleek dat Kruger een veel belangrijker rol gespeeld heeft. De Dolos is nooit gepatenteerd.
De naam is afgeleid van het Zuid-Afrikaanse woord dolos. Dit is de naam van botjes die voor spelletjes gebruikt worden. Nederlandse variant is het bikkelspel. De naam is gegeven doordat de vader van Aubrey Kruger, Joe Kruger, zijn zoon bezig zag met modellen van het element en hem in het Afrikans vroeg Wat speel jullie met die dolos?

## Stabiliteit
De Dolos blijkt in laboratoriumproeven een heel grote stabiliteit te hebben, gecombineerd met een relatief laag betongebruik, Een armourlaag van Dolosse heeft een hele grote porositeit, en door de vorm hebben ze een heel grote haakweerstand. Voor berekening kan de Hudson-formule gebruikt worden met KD waarden van meer dan 20. Echter bij het opschalen bleek er een groot probleem. Door de kleine bewegingen van de Dolosse braken ze. Een keerpunt was de golfbreker van Sines in 1978, waar dolosse van 40 ton werden toegepast. Tijdens een niet al te zware storm tijdens de bouw is deze golfbreker bezweken. Dit leidde tot een uitgebreid onderzoek, en sindsdien is de Dolos nog maar zeer beperkt toegepast.

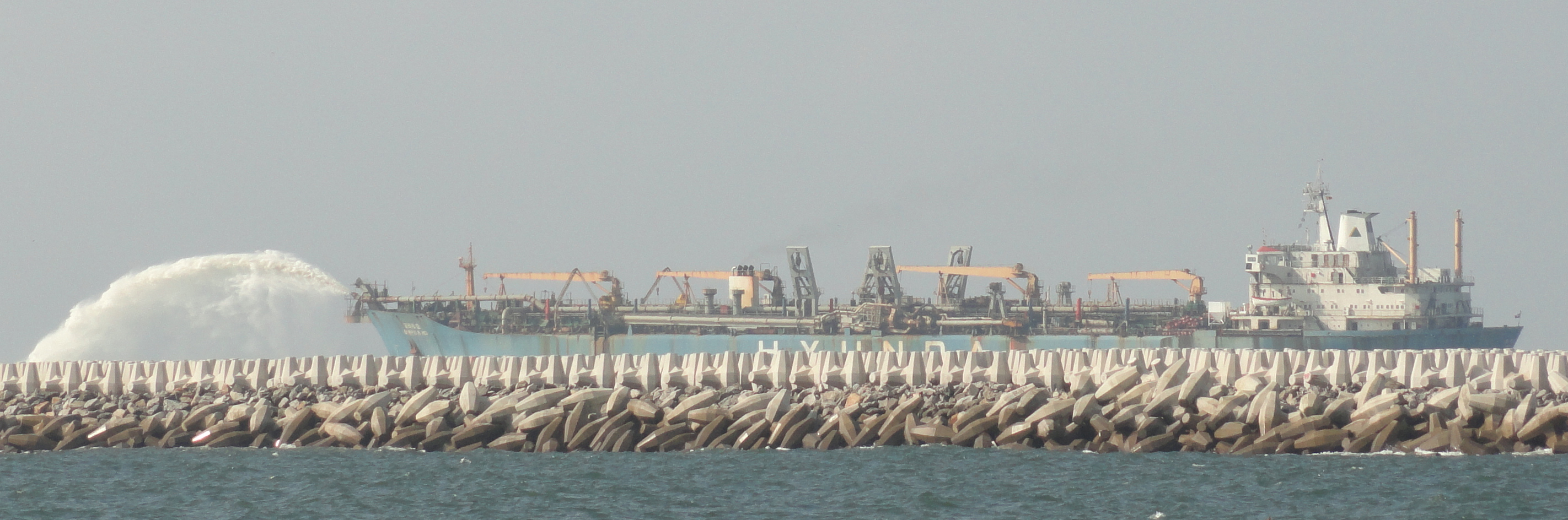
Dolosse op de golfbreker van Colombo, Sri Lanka

## Schadeherstel
Door genoemde problemen zijn er nogal wat Dolos golfbrekers die in de loop der tijd schade opgelopen hebben. Om dit te herstellen is door het US Army Corps of Engineers een element ontwikkeld dat goed past in een Dolos structuur. Dit is de Core-loc, een soort Dolos met drie poten en veel minder slank.